# Detenția minorilor
Detenția minorilor constă în preluarea și internarea unui minor ce a comis infracțiuni într-un centru de detenție. 
Detenția minorilor, în cele mai multe sisteme juridice, reprezintă o ultimă instanță, fiind rezervate numai cazurilor în care minorul comite o infracțiune gravă. În România, de exemplu, aceasta nu este păstrată decât pentru minori care au comis o infracțiune care se pedepsește cu 7 ani de închisoare sau mai mult, ori pentru cel care a comis mai multe infracțiuni.